# Testudinella elliptica
Testudinella elliptica är en hjuldjursart som först beskrevs av Ehrenberg 1834.  Testudinella elliptica ingår i släktet Testudinella och familjen Testudinellidae. Arten är reproducerande i Sverige. Inga underarter finns listade i Catalogue of Life.